# Egyptian International Pharmaceuticals
Egyptian International Pharmaceuticals S.A.E. (EIPICO) ist ein ägyptisches Unternehmen mit Sitz in Madinat al-Aschir min Ramadan. Es ist in der pharmazeutischen Industrie tätig und stellt über 400 Produkte her, die 25 therapeutische Gruppen abdecken. EIPICO exportiert in 74 Länder in Afrika, Asien, Osteuropa und Lateinamerika und verfügt über das erste Biotechnologie- und Gentechnik-Forschungszentrum in Ägypten, das biopharmazeutische Produkte herstellt.
Zu den Produkten gehören Antibioticum, Vitamine, Anästhetika, Schmerzmittel, Produkte für die Augenpflege, die Behandlung von Rheuma, Gicht, Magen-Darm-, Haut- und Herz-Kreislauf-Erkrankungen.
Im Jahr 2024 wurde das Unternehmen auf Platz 45 der Forbes-Liste der 50 wertvollsten Unternehmen in Ägypten geführt.
EIPICO war bis zum 31. Juli 2024 Mitglied im EGX 30 Index an der Egyptian Exchange. Größte Aktionäre sind die Arab Company for Drug Industries & Medical Appliances (49,99 %) und die Medical Professions for Investment (5,197 %).

## Geschichte
Egyptian International Pharmaceuticals wurde 1980 mit einem Startkapital von 7 Mio. EGP gegründet. In den Folgejahren startete der Export in die Region Naher Osten und Nordafrika (MENA), einschließlich Jemen, Saudi-Arabien, Libyen und Sudan. Ab 1990 wurde der Export nach Rumänien und die Gemeinschaft Unabhängiger Staaten (GUS) ausgeweitet. In den 2000er Jahren wurde EIACO wurde als ägyptische Investmentgesellschaft zur Herstellung medizinischer Ampullen gegründet. 2009 wurde Batterjee Pharma mit Sitz in Saudi-Arabien gegründet. EIPICO exportiert zu diesem Zeitpunkt in 40 Länder weltweit. Die WHO hat die Cephalosporin-Abteilung vorab qualifiziert. 2020 wurde mit dem Projekt EIPICO 3-Fabrik begonnen, der ersten Fabrik in Ägypten zur Herstellung von „Biologicals & Biosimilars“.